# トマス・モード (初代ド・モンタルト男爵)
初代ド・モンタルト男爵トマス・モード（英語: Thomas Maude, 1st Baron de Montalt PC (Ire)、1726年 – 1777年5月17日）は、アイルランド王国の政治家、貴族。

## 生涯
初代準男爵サー・ロバート・モードとイリナ・コーンウォルス（Eleanor Cornwallis）の息子として生まれ、1750年8月4日に父が死去すると準男爵位を承継した。 
1761年、ティペラリー選挙区で当選してアイルランド庶民院議員になり、1776年まで務めた。1765年にティペラリー県長官に任命され、1768年にはアイルランド枢密院の枢密顧問官に任命された。1776年7月18日、アイルランド貴族としてハーデンのド・モンタルト男爵に叙された。
1777年5月17日にティペラリー県ダンドラムで死去した。生涯未婚であったため、その死に伴い男爵位は廃絶した。領地と準男爵位は弟のコーンウォリス（後の初代ハワーデン子爵及びド・モンタルト男爵(第2期)）が継承した。